# Emmi Silvennoinen
Emmi Silvennoinen, född 9 april 1988 i Vanda, Nyland, är en finländsk musiker. Hennes huvudsakliga instrument är keyboarden, men hon spelar även piano och orgel. Mellan 2009 och 2016 var hon medlem i viking metal/folk metal-bandet Ensiferum. Hon har också varit medlem i melodisk death/gothic metal-bandet Exsecratus.

## Diskografi

### Studioalbum
- From Afar (2009)
- Unsung Heroes (2012)
- One Man Army (2015)

### EP
- Suomi Warmetal (2014)

### Singlar
- "From Afar" (2009)
- "Stone Cold Metal" (2010)
- "Burning Leaves" (2012)

### Studioalbum
- Tainted Dreams (2007)

### Demo
- Execute (2006)